# 5 Mazurski Oddział WOP
 Mazurski Oddział WOP nr 5  – oddział w strukturze organizacyjnej Wojsk Ochrony Pogranicza.

## Formowanie i zmiany organizacyjne
Sformowany w 1946 na bazie 5 Oddziału Ochrony Pogranicza, na podstawie rozkazu NDWP nr 0153/org. z 21 września 1946. Oddział posiadał cztery komendy, 16 strażnic, stan etatowy wynosił 1409 żołnierzy i 14 pracowników cywilnych.
Sztab oddziału stacjonował w Olsztynie a potem w Kętrzynie na ul. Sikorskiego 78. W 1947 rozformowano grupę manewrową oddziału, a w jej miejsce powołano szkołę podoficerską o etacie 34 oficerów i podoficerów oraz 140 elewów.
Rozformowany w 1948. Na jego bazie powstała 7 Brygada Ochrony Pogranicza.

## Struktura organizacyjna
W 1946:
- dowództwo sztab i pododdziały dowodzenia
- grupa manewrowa, a od 1947 szkoła podoficerska
- 22 komenda odcinka - Braniewo
- 23 komenda odcinka - Bartoszyce
- 24 komenda odcinka – Węgorzewo
- 25 komenda odcinka – Kowale Oleckie

We wrześniu 1946 stan etatowy oddziału przewidywał: 4 komendy, 16 strażnic, 1409 wojskowych i 14 pracowników cywilnych. Po reorganizacji w 1947 było to: 4 komend odcinków, 16 strażnic, 849 wojskowych i 9 pracowników cywilnych.

## Sztandar oddziału
Sztandar ufundowało społeczeństwo ziemi warmińsko-mazurskiej.
Na lewej stronie płatu sztandaru wyhaftowane są herby miast: Olsztyna, Bartoszyc, Kętrzyna i Olecka. Na drzewcu znajduje się 47 gwoździ pamiątkowych, a wśród nich gwoździe od powiatów granicznych z napisami: "Powiat Braniewski", "Powiat Kętrzyński", "Powiat Bartoszycki", "Powiat Landsberg" i "Powiat Węgorzewski"
W kolejnych latach następowała zmiana numeracji i nazwy 7 Brygady Ochrony Pogranicza, ale nie dokonywano już na nim żadnych zmian i poprawek.
Do Muzeum Wojska Polskiego przekazywany był dwukrotnie. Pierwszy raz 20 maja 1956, ale już 19 grudnia 1957 powrócił do Kętrzyna, aby po raz drugi wrócić do Muzeum WP 28 lipca 1964.

## Dowództwo oddziału
- dowódca oddziału[9]

ppłk Stanisław Wyderka - do marca 1947
mjr Władysław Kłonica
- szef sztabu:

mjr Michalak - do marca 1947
mjr Piotrowski
- zastępca do spraw polityczno-wychowawczych

mjr Mieczysław Harley - do marca 1947
kpt. Przestaszewski

## Przekształcenia
5 Oddział Ochrony Pogranicza → 5 Mazurski Oddział WOP → 7 Brygada Ochrony Pogranicza → 19 Brygada WOP → Grupa Manewrowa WOP Kętrzyn i Samodzielny Oddział Zwiadowczy WOP Kętrzyn → 19 Oddział WOP → 19 Kętrzyński Oddział WOP